# Carukia
Carukia is een geslacht van neteldieren uit de familie van de Carukiidae.

## Soorten
- Carukia barnesi Southcott, 1967
- Carukia shinju Gershwin, 2005